# Thalictrum panamense
Thalictrum panamense är en ranunkelväxtart som beskrevs av Paul Carpenter Standley. Thalictrum panamense ingår i släktet rutor, och familjen ranunkelväxter. Inga underarter finns listade i Catalogue of Life.